# مارتشاغاز
بلدية مارتشاغاز (بالإسبانية: Marchagaz)‏، هي بلدية تقع في مقاطعة قصرش والتي تقع في منطقة إكستريمادورا، غرب إسبانيا.
يبلغ عدد سكانها 307 نسمة وفقاً لإحصائية سنة (2002).